# وسام القديس أندراوس (الإمبراطورية الروسية)
وسام القديس أندراوس المدعو أولاً (بالروسية: Импера́торский о́рден Свято́го апо́стола Андре́я Первозва́нного) كان أقدم وأرقى وسام في روسيا حتى سنة 1917. وفي سنة 1998 تم استرجاع الوسام بالاسم نفسه بصفته الوسام الأرقى في روسيا الاتحادية.

## المعلومات الأساسية
أنشأ الوسام الإمبراطور بطرس الأكبر في سنة 1698 أو 1699، وبقي الوسام الوحيد في الإمبراطورية الروسية حتى سنة 1714 حين أنشئ وسام القديسة كاترينا [الروسية]. وبلغ عدد من حازوا الوسام بين 900 و1100 شخص حتى إلغائه في سنة 1917.

## من أبرز الحاصلين عليه
- الجنرال نيكولاي مورافيوف-كارسكي
- السلطان العثماني عبدالعزيز الاول بن محمود الثاني.[بحاجة لمصدر]